# جين دي لا فونت
جين دي لا فونت (بالإنجليزية: Jeanne de la Font)‏ (1500 - 1532)؛ كاتِبة وشاعرة فرنسية.